# Гаравољије (Верчели)
Гаравољије је насеље у Италији у округу Верчели, региону Пијемонт.
Према процени из 2011. у насељу је живело 80 становника. Насеље се налази на надморској висини од 194 м.